# Torre Vietcombank
La Torre Vietcombank è un grattacielo della città di Ho Chi Minh in Vietnam.

## Storia
I lavori di costruzione del grattacielo, progettato dall'architetto argentino naturalizzato statunitense César Pelli, si protrassero dal 2010 al 2015. Ospita gli uffici della Vietcombank, la principale banca commerciale vietnamita.

## Descrizione
La torre raggiunge un'altezza di 206 metri per 40 piani e possiede una superficie lorda totale di 71 000 m².